# Pradosia glaziovii
Pradosia glaziovii là một loài thực vật thuộc họ Sapotaceae. Đây là loài đặc hữu của Brasil. Nó đã tuyệt chủng do mất môi trường sống.